# مالك مكليموري
مالك مكليموري (بالإنجليزية: Malik McLemore؛ بالألمانية: Malik McLemore) هو لاعب كرة قدم ألماني وأمريكي، ولد في 16 يناير 1997 في فيسبادن في ألمانيا. لعب مع غرويتر فورت.

## وصلات خارجية
- مالك مكليموري على موقع قاعدة بيانات كرة القدم.إي يو (الإنجليزية)
- مالك مكليموري على موقع Soccerway.com (الإنجليزية)
- مالك مكليموري على موقع عالم كرة القدم.نت (الإنجليزية)